# Loganiaceae
Loganiaceae is een botanische naam, voor een familie van tweezaadlobbige planten. Een familie onder deze naam wordt universeel erkend door systemen van plantentaxonomie, waaronder het APG-systeem (1998) en het APG II-systeem (2003). Wel is er altijd verschil van mening geweest over wat er al dan niet tot de familie hoort: de omschrijving wisselt sterk van taxonoom tot taxonoom.
Tegenwoordig wordt Strychnos wel geacht tot deze familie te behoren, maar Buddleja niet; andere afsplitsingen zijn terechtgekomen in de families Gelsemiaceae en Gentianaceae.